# Douglas Murray (Autor)

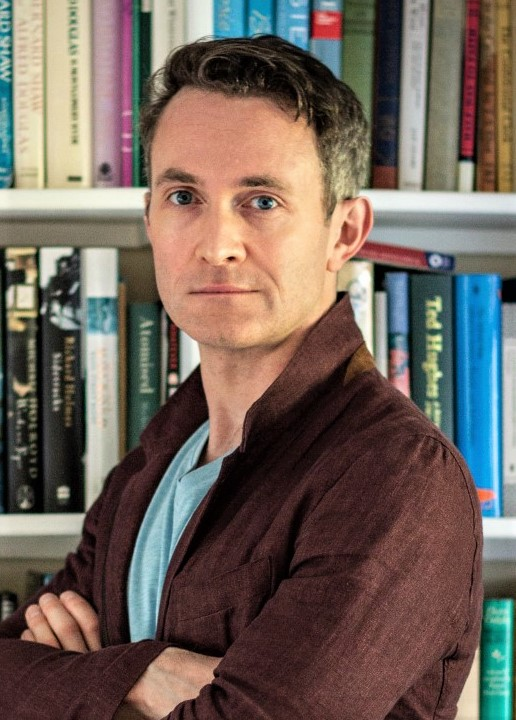
Douglas Murray (2019)

Douglas Kear Murray (* 16. Juli 1979) ist ein britischer Autor und Publizist. Er beschäftigt sich mit politischen Themen und ist als Islamkritiker hervorgetreten. Er ist Associate Editor (Mitherausgeber) des Wochenmagazins The Spectator.

## Leben
Murray besuchte die St Benedict’s School in Ealing in West London, das Eton College in Eton (Berkshire) und das Magdalen College an der Universität von Oxford, wo er Englisch studierte.
Im Alter von 20 Jahren veröffentlichte Murray eine Biografie über Lord Alfred Douglas und wurde daraufhin von britischen Zeitungen als jüngster Biograf Englands bezeichnet. Kurze Zeit später verfasste er ein Stück mit dem Namen Nightfall über die Versuche Raoul Wallenbergs, Adolf Eichmann von der Umsetzung der „Endlösung“ abzubringen.
2007 gründete Murray das Centre for Social Cohesion (wörtlich: Zentrum für gesellschaftlichen Zusammenhalt), eine Denkfabrik in London mit politischem Schwerpunkt. Das ehemalige Mitglied James Brandon berichtet, dass es versucht habe, den Leiter Murray zu deradikalisieren, da dieser nicht zwischen Islam und Islamismus unterschieden habe, allerdings schließlich aufgab und das Centre verließ. Im April 2011 vereinigte sich die Organisation mit der nach Henry M. Jackson benannten Henry Jackson Society, einer anderen Denkfabrik in London, die sich besonders mit internationaler Politik beschäftigt. Seither ist Murray Co-Direktor der Henry Jackson Society. Er ist außerdem Mitglied im internationalen Beirat des „NGO Monitor“, einer Nichtregierungsorganisation (NGO) mit Sitz in Jerusalem, die die Aktivitäten anderer Nichtregierungsorganisationen analysiert und auswertet. Seit Anfang 2020 ist er neben Toby Young ein Co-Direktor der Free Speech Union, einer überparteilichen Organisation, die sich für die Meinungsfreiheit einsetzt.
Murray ist ein scharfer Kritiker des Islams. Bei einer Veranstaltung zum Gedenken an Pim Fortuyn im Jahr 2006 sagte er, der Kulturrelativismus sei das Hauptproblem in Westeuropa – der Relativismus sei die „primäre Krankheit“ des Westens, die „die opportunistische Infektion durch den Islam so tödlich gemacht hat“. Murray bezeichnete „Islamophobie“ als „unsinnigen Begriff“, da es „eine beträchtliche Anzahl an Gründen gibt, einige – obwohl sicherlich nicht alle – Aspekte und Versionen des Islam zu fürchten“. 2017 erschien sein Buch The Strange Death of Europe: Immigration, Identity, Islam, das die Sunday-Times-Bestsellerliste anführte. Der erste Satz des Vorworts lautet: „Europe is committing suicide“ (in der deutschen Ausgabe: „Europa begeht Selbstmord“). Im Buch wirft Murray dem politischen Establishment vor, die nationalen Interessen der eigenen Bevölkerung vernachlässigt und gleichzeitig Massenmigration gefördert zu haben, ohne die sinkenden Geburtenraten westlicher Länder zu berücksichtigen. Die christliche Kultur und Identität Europas sei dabei missachtet worden. Im Buch, das von Bernard Henri-Lévy und Viktor Orbán gelobt wurde, bezieht er sich positiv auf die EDL und Pegida.
Murray ist Mitherausgeber (Associate Editor) des Spectator, Senior Fellow am National Review Institute, und veröffentlicht regelmäßig Beiträge in britischen und US-amerikanischen Medien. Er tritt regelmäßig bei Fox News und Fox Business auf. Er schreibt eine Kolumne für die New York Post.
Douglas Murray war ursprünglich praktizierender Anglikaner. 2008 erklärte er jedoch in einem Artikel der Zeitschrift The Spectator, wie das Studium des Islam und des Koran zum Verlust seines eigenen Glaubens geführt hat. Er vertritt seitdem eine atheistische Weltanschauung. Auch Atheisten sollten allerdings anerkennen, so Murray, dass Religion nicht wertlos oder ausschließlich schädlich sei. Gläubige stellten die großen Lebensfragen, die alle Menschen angehen. Im Gegensatz zur Religion habe der Atheismus bisher kaum Antworten auf die wichtigen Fragen, etwa nach menschlichem Leiden und dem Tod, nach Reue, Vergebung und Versöhnung.
Seine Biographie Bosie über das Leben von Lord Alfred Douglas wurde 2001 mit dem Lambda Literary Award in der Kategorie Gay biography/autobiography ausgezeichnet.

## Werke
- 2000: Bosie: A Biography of Lord Alfred Douglas, ISBN 0-340-76771-5.
- 2005: Neoconservatism: Why We Need It, ISBN 1-904863-05-1.
- 2009: To what extent is Sharia already operating in Britain? (Ein Essay über die Ausbreitung der Scharia in Großbritannien. Für diesen Essay wurde Murray mit dem Charles Douglas-Home Memorial Trust Award ausgezeichnet, der nach einem früheren Herausgeber der Times benannt ist.)[13]
- 2011: Bloody Sunday: Truths, Lies and the Saville Inquiry. London, Dialogue, ISBN 978-1-84954-149-7. (Für dieses Buch wurde Murray mit dem Christopher Ewart-Biggs Literary Prize ausgezeichnet, benannt nach Christopher Ewart-Biggs.)[14]
- 2013: Islamophilia. A Very Metropolitan Malady. emBook, ISBN 978-1-62777-050-7.
- 2017: The Strange Death of Europe: Immigration, Identity, Islam. Bloomsbury Publishing PLC, ISBN 978-1-4729-4224-1.
  - deutsch: Der Selbstmord Europas: Immigration, Identität, Islam. FinanzBuch Verlag, 2018, ISBN 3-95972-105-6.
- 2019: The Madness of Crowds: Gender, Race and Identity. Bloomsbury Publishing PLC, ISBN 1-4729-5997-3.
  - deutsch: Wahnsinn der Massen: Wie Meinungsmache und Hysterie unsere Gesellschaft vergiften, FinanzBuch Verlag, 2019, ISBN 3-95972-290-7.
- 2022: The War on the West: How to Prevail in the Age of Unreason. HarperCollins, ISBN 978-0-00-849249-6.
- 2025: On Democracies and Death Cults. Israel, Hamas and the Future of the West. HarperCollins-Verlag, ISBN 978-0-00-878251-1

Als Koautor:
- Douglas Murray, James Brandon: Hate on the State: How British libraries encourage Islamic extremism (PDF; 614 kB), 2007.
- Klaus Naumann, John M. Shalikashvili, Peter Inge, Jacques Lanxade, Henk van den Breemen, mit Benjamin Bilski und Douglas Murray: Towards a Grand Strategy for an Uncertain World: Renewing Transatlantic Partnership (PDF; 3,5 MB), 2007.
- Douglas Murray, Johan Pieter Verwey: Victims of Intimidation: Freedom of Speech within Europe's Muslim Communities (PDF; 296 kB), 2008.